# Episodi di Blossom - Le avventure di una teenager (terza stagione)
La terza stagione della serie televisiva Blossom - Le avventure di una teenager è stata trasmessa in anteprima negli Stati Uniti d'America dalla NBC tra il 10 agosto 1992 e il 17 maggio 1993.
In Italia è stata trasmessa in prima TV dal 2 luglio 1995 su Rai 2, nella fascia mattutina con un solo episodio settimanale, ogni domenica mattina alle ore 11:30. Gli episodi non sono stati trasmessi in onda in ordine cronologico.
| nº | Titolo originale                    | Titolo italiano                  | Prima TV USA      | Prima TV Italia   |
| -- | ----------------------------------- | -------------------------------- | ----------------- | ----------------- |
| 1  | Runaway                             | Conflitto di famiglia            | 10 agosto 1992    | 2 luglio 1995     |
| 2  | Dear Mom                            | Cara mamma...                    | 17 agosto 1992    | 9 luglio 1995     |
| 3  | No Cure for Love                    | Un pizzico di gelosia            | 24 agosto 1992    | 30 luglio 1995    |
| 4  | What Price Love?                    | L'amore non ha prezzo            | 14 settembre 1992 | 23 luglio 1995    |
| 5  | The Joey Chronicles                 | Non solo donne                   | 21 settembre 1992 | 16 luglio 1995    |
| 6  | Kids                                | Moto, pugni e pizza cantata      | 28 settembre 1992 | 6 agosto 1995     |
| 7  | Only When I Laugh                   | Ridere da morire                 | 5 ottobre 1992    | 13 agosto 1995    |
| 8  | I Killed Chico Barranca             | Il grande Chico Barranca         | 12 ottobre 1992   | 20 agosto 1995    |
| 9  | All Hallows Eve                     | Stasera tutti in maschera        | 26 ottobre 1992   | 3 settembre 1995  |
| 10 | The Making of the President         | Blossom for President            | 9 novembre 1992   | 10 dicembre 1995  |
| 11 | My Girl                             | Bimbo Bello Joey                 | 16 novembre 1992  | 10 settembre 1995 |
| 12 | The Frat Party                      | Se bevi un punch vinci una capra | 23 novembre 1992  | 1 ottobre 1995    |
| 13 | Losing Your... Religion             | Tende a fiori o a quadretti      | 7 dicembre 1992   | 27 agosto 1995    |
| 14 | Ruby                                | Ruby                             | 21 dicembre 1992  | 24 settembre 1995 |
| 15 | The Last Laugh                      | Sesso sicuro                     | 4 gennaio 1993    | 15 ottobre 1995   |
| 16 | Time                                | Piccole donne crescono           | 11 gennaio 1993   | 8 ottobre 1995    |
| 17 | Car Wrecks and Marriage             | Incidenti e matrimoni            | 18 gennaio 1993   | 5 novembre 1995   |
| 18 | Mystery Train                       | Il treno fantasma                | 1º febbraio 1993  | 12 novembre 1995  |
| 19 | The Best Laid Plans of Mice and Men | Tutti a Disneyland               | 8 febbraio 1993   | 26 novembre 1995  |
| 20 | Student Films                       | Cortometraggi                    | 15 febbraio 1993  | 19 novembre 1995  |
| 21 | All Dressed Up                      | Balli e drammi                   | 22 febbraio 1993  | 3 dicembre 1995   |
| 22 | The Thrill Is Gone                  | Fine di un amore                 | 1º marzo 1993     | 29 ottobre 1995   |
| 23 | You Did What?                       | Tutti al lavoro                  | 12 aprile 1993    | 24 dicembre 1995  |
| 24 | Sitcom                              | Risa nel mondo rosa di Rosie     | 3 maggio 1993     | 22 ottobre 1995   |
| 25 | Hunger                              | Non solo fame                    | 10 maggio 1993    | 17 dicembre 1995  |
| 26 | Paris                               | Un biglietto di sola andata      | 17 maggio 1993    | 31 dicembre 1995  |